# W139

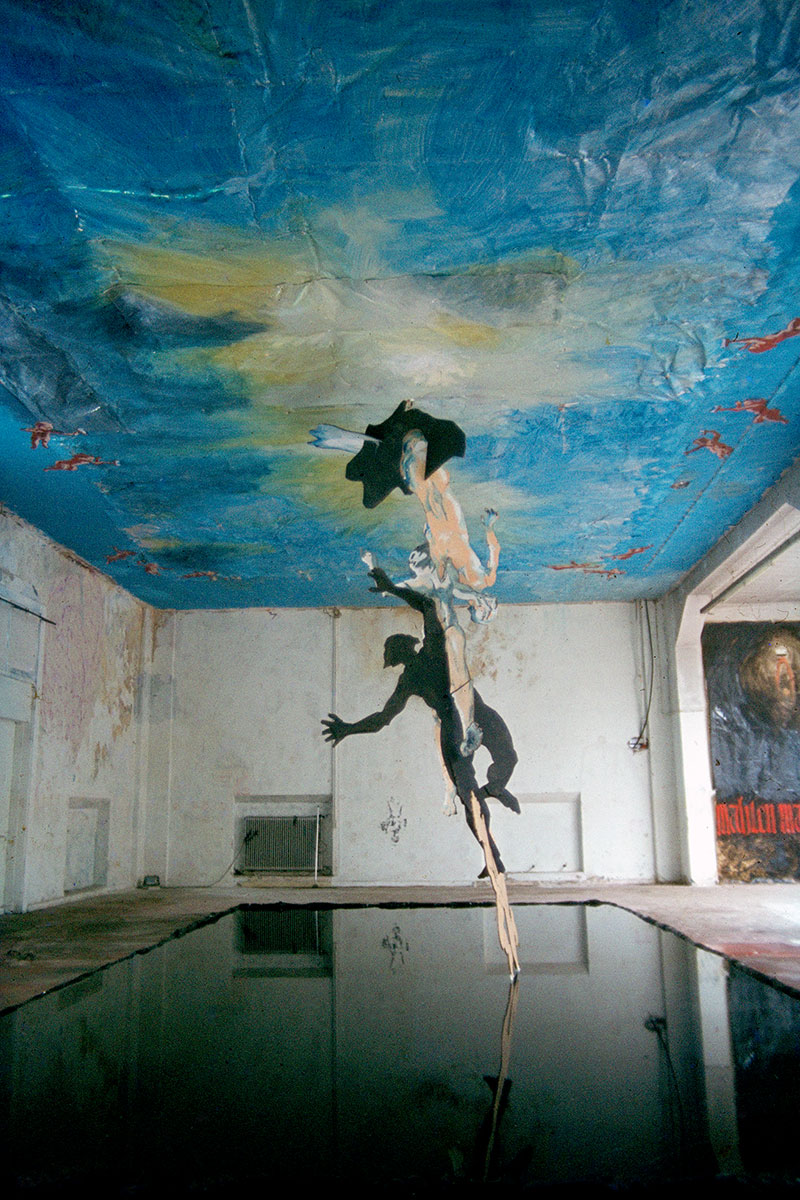
Installatie door De Vier Evangelisten, 1983

W139 is een tentoonstellingsruimte voor actuele kunst gelegen aan de Warmoesstraat 139 in het centrum van Amsterdam. Het kunstenaarsinitiatief werd in 1979 opgericht door een groep jonge kunstenaars die een alternatief wilden bieden voor het volgens hen eenvormige aanbod van de musea en commerciële galeries.
In een kwart eeuw is het van anti-establishment-initiatief uitgegroeid tot een volwaardig niet-museaal platform, dat parallel aan de gevestigde structuren opereert. W139 is een 'ruimte voor risico', die een bijzondere plek inneemt in de Nederlandse kunstwereld. Zo is er nog steeds ruimte voor kunstenaars om werk op locatie te realiseren.
Na een grondige verbouwing van het pand, die ongeveer drie jaar duurde, is de instelling in 2007 weer gevestigd op de oorspronkelijke locatie aan de Warmoesstraat 139. Tussentijds werden de tentoonstellingsactiviteiten voortgezet in de kelders van de tijdelijke locatie van het Stedelijk Museum in het oude postgebouw naast Centraal Station in Amsterdam.

## Afbeeldingen

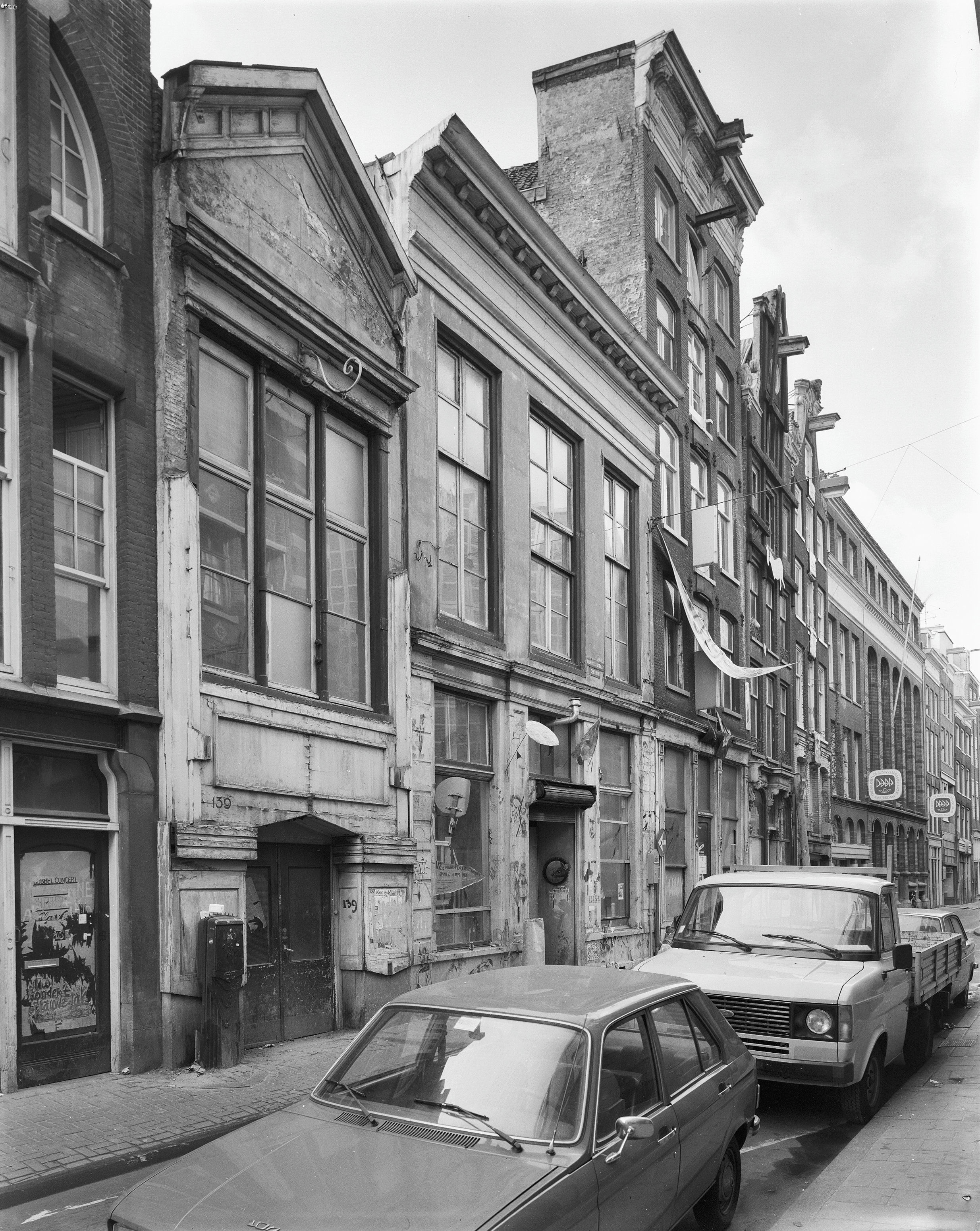
Warmoesstraat 139 in 1981